# Duplicaria antarctica
Duplicaria antarctica är en svampart som först beskrevs av Speg., och fick sitt nu gällande namn av P.R. Johnst. 2001. Duplicaria antarctica ingår i släktet Duplicaria och familjen Rhytismataceae.   Inga underarter finns listade i Catalogue of Life.